# Нервная орторексия
Не́рвная орторекси́я (лат. orthorexia nervosa, от др.-греч. ὀρθός — «прямой», «правильный» и ὄρεξις — «позыв к еде», «аппетит») — предложенное для принятия расстройство приёма пищи, характеризующееся навязчивым стремлением к «здоровому и правильному питанию», что приводит к значительным ограничениям в выборе продуктов питания. Термин «орторексия» был впервые использован Стивеном Брэтмэном (Steven Bratman, 1997). На данный момент не существует строгих диагностических критериев орторексии и диагноз орторексии не включён в классификаторы DSM-IV и МКБ-11, поэтому этот диагноз не может быть поставлен официально, однако специалисты широко используют термин «орторексия» при описании данного расстройства пищевого поведения. Итальянскими учёными были проведены предварительные исследования, показавшие, что данный диагноз достаточно специфичен и отражает реально существующее явление.
Для индивида, страдающего нервной орторексией, «здоровое питание» становится настолько важным, что озабоченность этим вопросом не оставляет места для каких-либо интересов и увлечений в жизни. Пищевой рацион определяется исключительно по критерию «полезности» продукта, при этом вкусовые предпочтения индивида не принимаются во внимание. Любое нарушение диеты (употребление «запрещённых» продуктов) вызывает тревожность и сильное чувство вины.

## История
Термин «орторексия» был создан врачом Стивеном Брэтмэном, применяющим в своей практике методы альтернативной медицины. Сам Брэтмэн долгое время был приверженцем идеи здорового питания. В 1970-х годах он вступил в коммуну, члены которой питались лишь экологически чистыми продуктами, выращенными на ферме, принадлежащей коммуне. Брэтмэн стал вегетарианцем, он пережёвывал 50 раз каждый кусочек пищи, питался лишь в спокойной обстановке и употреблял в пищу лишь свежесорванные овощи и фрукты. Однако постепенно Брэтмэн стал замечать, что его жизнь стала значительно беднее, «из неё исчезла поэзия» и что он потерял способность нормально общаться с людьми, поскольку теперь он мог говорить лишь о продуктах питания. Пищевые ограничения лишили его возможности питаться в обществе тех, кто не придерживался столь строгих правил. «Я стал одиноким и одержимым», пишет Брэтмэн об этом периоде своей жизни. По словам Брэтмэна, осознание своей ошибки пришло к нему, когда один из его друзей, веган, неожиданно объявил: «Лучше есть пиццу с друзьями, чем ростки фасоли в одиночестве».
Брэтмэн также обратил внимание на то, что книги, пропагандирующие здоровое питание, полны противоречий:
Острая пища вредна, но кайенский перец полезен для здоровья. Диета для похудения, которая исключает всё, кроме апельсинов, — полезна, но цитрусовые содержат слишком много кислоты. Молоко полезно, только если оно получено от молодой коровы (а пастеризованное молоко вредно), но кипячёное молоко — это пища богов. Ферментированные продукты, такие как кислая капуста, — это гниль; в то же время ферментированные продукты способствуют хорошему пищеварению. Сладости вредны, но мёд является самым совершенным из натуральных продуктов. Фрукты — это идеальная пища; фрукты вызывают грибковые заболевания. Уксус — это яд, но яблочный уксус излечивает почти все болезни. Белки не должны применяться в пищу одновременно с продуктами, содержащими крахмал, но бобы всегда должны вариться вместе с рисом.
Будучи врачом, Брэтмэн часто предписывал своим пациентам определённую диету. Но хотя пищевые ограничения и употребление полезных продуктов действительно помогали от болезни, в некоторых случаях у пациента возникали другие нарушения здоровья, например, головная боль или пониженное настроение.
Брэтмэн также отмечает, что приверженцы идеи здорового питания называют свой подход «холистическим», то есть предназначенным для оздоровления жизни в целом. Но чрезмерная озабоченность типом и качеством пищевых продуктов, а также процессом приготовления пищи может иметь крайне негативные последствия для жизни индивида, страдающего орторексией (например, покупка биологически чистых продуктов и особые способы приготовления пищи приводят к недостатку времени и финансовых средств для иных способов улучшения здоровья, таких как спорт).
Всё это привело к тому, что Брэтмэн стал рассматривать навязчивое стремление правильно питаться как расстройство психического характера.
По мнению Брэтмэна, хотя правильное питание может принести существенную пользу здоровью, тем не менее следует признать, что, как любое лечебное средство, оно имеет побочные эффекты. В некоторых случаях пищевые ограничения крайне обедняют жизнь индивида. Об одной из своих бывших пациенток Брэтмэн пишет: «Раньше у неё были лекарства, но у неё была жизнь. Теперь всё, что у неё есть, — это её меню». К тому же восприятие каких-либо продуктов как «вредных» приводит к тревожности и чувству вины при нарушении диеты. Брэтмэн считает, что в подобной ситуации применение химических медикаментов принесло бы больному гораздо меньше вреда, чем «здоровое питание». При этом Брэтмэн не отрицает пользы от диетического питания и даже подчёркивает, что официальная медицина не уделяет этому вопросу достаточного внимания. Однако, по словам Брэтмэна, «диета является неоднозначным и сильным лечебным средством, очень непростым и слишком тесно связанным с эмоциями, поэтому её не следует предписывать необдуманно».
Идеи Брэтмэна вызывают всё больший интерес среди специалистов. Однако на данный момент орторексия не признана заболеванием, она не входит в нозологическую систему DSM. Для этого существует несколько причин:
1. Для включения в систему DSM проблеме должно быть посвящено как минимум 50 статей в научных журналах за последние 10 лет. Количество научных публикаций об орторексии пока не соответствует этому критерию.
2. На данный момент не существует лабораторных медицинских исследований, доказывающих, что орторексия имеет негативные последствия для здоровья.
3. Поскольку сама идея о существовании орторексии появилась лишь в конце 1990-х годов, пока ещё не существует долговременных исследований состояния людей, подверженных орторексии.
4. В настоящее время ещё не существует объективных критериев, позволяющих установить диагноз орторексии. В большинстве случаев гипотеза об орторексии основана лишь на использовании кратких вопросников. В обоих случаях пациент сам отвечает на вопросы, поэтому его ответы субъективны и не поддаются проверке с помощью наблюдений или лабораторных тестов.

Тем не менее, по мнению некоторых исследователей, эта проблема встречается всё чаще и её следует считать серьёзным психическим расстройством, поскольку в некоторых тяжёлых случаях пищевые ограничения, вызванные орторексией, могут привести к истощению и различным заболеваниям..

## Симптомы орторексии
Индивид, страдающий орторексией, выбирает продукты питания, исходя не из своих личных вкусовых предпочтений. Единственным критерием выбора является то, насколько этот продукт считается полезным для здоровья. Лица, страдающие орторексией, обычно не употребляют в пищу солёное, сладкое, жирное, а также продукты, содержащие крахмал, клейковину (глютен), алкоголь, дрожжи, кофеин, химические консерванты, небиологические или генетически модифицированные продукты. Среди лиц, страдающих орторексией, популярны различные диеты и сыроедение. Иногда исключаются мучные, мясные или молочные продукты.
Для орторексии также характерна дихотомическая классификация продуктов питания, без каких-либо нюансов. Продукт считается либо «полезным» (поэтому его следует употреблять в больших количествах), либо «вредным» (его нельзя употреблять ни при каких условиях). При этом, продукты, относимые к категории «вредных», могут разниться от человека к человеку. Довольно часто в категорию «опасных» попадают продукты, богатые жирами и, особенно, углеводами, даже если они не относятся к сладостям и прочему «джанк-фуду». Нередко страдающие орторексией исключают из рациона даже молочные продукты (из-за содержащейся в них лактозы или их чрезмерной жирности) или фрукты (считая их источником вредных, по их мнению, быстрых углеводов и фруктозы). В некоторых случаях страх перед «вредными» продуктами доходит до степени фобии. В этом случае индивид, страдающий орторексией, боится есть «опасные» продукты питания, даже если он голоден. Если индивид всё-таки не сумел воздержаться от употребления «вредного» продукта, он ощущает сильную тревожность, а также, в некоторых случаях, чувство вины, сопровождаемое снижением самооценки, что вынуждает его назначать самому себе «наказания», такие как ужесточение диетических ограничений, голодание или большое количество физических упражнений, что роднит это расстройство со спортивной булимией, характеризующейся занятиями чрезмерными физическими нагрузками с целью отработки «лишней» еды.
Навязчивые страхи касаются не только состава пищи, но и способа её приготовления (то, как режутся и варятся продукты), используемых материалов (например, разделочная доска должна быть изготовлена только из дерева или только из керамики), и так далее. Всё это является частью «ритуала» навязчивого состояния. Лица, страдающие орторексией, также придают большое значение тщательному планированию своего меню на завтра, а иногда и на несколько дней вперёд. Иногда индивид, страдающий орторексией, боится есть пищу, если он не может проверить, из каких продуктов она приготовлена, и проконтролировать процесс её приготовления. По этой причине он может бояться питаться в ресторане, в гостях или в столовой на работе.
Лица, страдающие орторексией, иногда имеют тенденцию оценивать себя и окружающих с точки зрения «правильного» или «неправильного» способа питаться. С их точки зрения, те, кто питается «чистыми» продуктами, достойны большего уважения, чем те, кто употребляет продукты типа junk food («мусорная еда»). Поскольку сами они придают большое значение выбору пищи, это может привести к чувству превосходства по отношению к тем, кто не соблюдает правил «здорового питания».

## Последствия орторексии
Строгие пищевые ограничения могут привести к значительному обеднению жизни индивида, а также к ограничению социальных контактов и к трудностям в общении с родными и друзьями. В некоторых случаях навязчивая озабоченность качеством питания может даже оказывать влияние на выбор профессии, круга общения, друзей и хобби. Лица, страдающие орторексией, часто посвящают значительную часть своего свободного времени поиску информации о «полезных» и «вредных» продуктах, в том числе в Интернете (см. Киберхондрия) или в популярных журналах. Поскольку информация из этих источников не всегда достоверна, оценка «полезности» или «вредности» пищевого продукта далеко не всегда соответствует реальности.
При этом строгие пищевые ограничения могут вызвать навязчивое, непреодолимое желание употреблять в пищу «запрещённые продукты» (вплоть до приступов булимии). Кроме этого, если индивид, страдающий орторексией, по каким-то причинам вынужден питаться продуктами, которые он считает вредными, это может вызвать тревожные расстройства, депрессию и снижение самоуважения.
Чрезмерное употребление некоторых пищевых продуктов также может оказаться вредным для здоровья. Например, диета, основанная на большом количестве рыбы и морепродуктов (пескетарианство, средиземноморская диета), иногда приводит к отравлению ртутью.
В некоторых тяжёлых случаях строгое исключение из рациона каких-либо групп продуктов может привести к истощению. Например, в Германии с 1996-го по 1998-й год под руководством Клауса Лейцманна (Claus Leitzmann) Гисенским университетом (Justus-Liebig-Universität Giessen) было проведено крупное исследование сыроедов. В ходе его было выявлено, что треть обследованных женщин в возрасте до 45 лет страдали аменореей, у 45 % всех обследованных мужчин и у 15 % женщин была обнаружена железодефицитная анемия, причём тем чаще, чем больше был стаж сыроедения. В крови у всех обследованных был выявлен недостаток кальция, железа, магния, йода, цинка, витаминов E, D и B12, причём количества магния, железа и витамина E, поступавшего с пищей, было достаточно, что свидетельствует о том, что эти вещества усваивались плохо. Количества поступавшего с пищей бета-каротина было больше, чем рекомендуется, а в крови у обследуемых был обнаружен недостаток витамина А, из чего можно сделать вывод о том, что бета-каротин также усваивался плохо. У 57 % обследованных вес тела был значительно ниже нормы. Среди обследованных были как сыроеды — строгие вегетарианцы (веганы), так и сыроеды — нестрогие вегетарианцы и сыроеды-мясоеды. В исследовании сыроедов 1999 года 30 % участниц страдали аменореей. Другое исследование того же года выявило, что у сыроедов значительно более сильная эрозия зубной эмали. В финском исследовании 1995 года у сыроедов выявлен низкий уровень омега-3. Несколько исследований (1982, 1995, 2000 годов) показали, что у сыроедов очень низкий уровень B12 в крови (известно, что участники одного из них впоследствии стали принимать добавки витамина). 

## Возможные причины орторексии
Некоторые исследователи считают, что орторексия является разновидностью невроза навязчивых состояний или ипохондрии.
Стивен Брэтмэн предполагает, что одной из причин орторексии является стремление к превосходству по отношению к другим людям. По мнению Брэтмэна, индивид, питающийся по определённой системе, вынужден прикладывать значительные волевые усилия для того, чтобы не нарушить установленные правила. Ему приходится отказаться от любимых продуктов, и он посвящает значительное количество времени чтению литературы о здоровье, «правильному» приготовлению пищи и так далее. Всё это вызывает чувство гордости, ощущение своей исключительности и снисходительное отношение к тем, кто неспособен на подобное самоограничение и самодисциплину. По словам Брэтмэна, в конечном итоге идея правильного питания превращается в своего рода «кухонную религию», она становится центром интересов индивида, создаёт иллюзию «чистоты» и «духовности», а также позволяет поддерживать свою высокую самооценку.
День, наполненный ростками фасоли, сушёными японскими сливами и сухим печеньем из амаранта, вызывает такое же ощущение святости, как день, посвящённый помощи бедным и бездомным.

## Орторексия и другие психические расстройства
Некоторые авторы считают, что орторексия является разновидностью нервной анорексии. Отмечается, что лица, страдающие нервной анорексией, и те, кто имеет склонность к орторексии, имеют сходные черты характера: перфекционизм, высокий уровень тревожности и потребность в контроле над своей жизнью. Тем не менее различие между орторексией и анорексией заключается в том, что при анорексии индивид озабочен в первую очередь количеством пищи и её калорийностью, а при орторексии — её качеством (то есть составом и способом приготовления). Помимо этого, лица, страдающие орторексией, далеко не всегда стремятся к потере веса (в отличие от тех, кто страдает анорексией). Хотя в некоторых случаях потеря веса имеет определённую важность для них, всё-таки основной целью при орторексии является улучшение и сохранение физического здоровья, а также ощущения телесной «чистоты».
Другие полагают, что орторексия является не нарушением пищевого поведения (как анорексия и булимия), а разновидностью синдрома навязчивых состояний. Однако следует отметить, что в отличие от лиц, подверженных орторексии, индивид, страдающий навязчивыми состояниями, осознаёт иррациональность и бесполезность своего поведения, в то время как те, кто проявляет признаки орторексии, убеждены, что приверженность диете улучшает их здоровье.

## Вопросники для выявления орторексического пищевого расстройства
Стивен Брэтмэн разработал вопросник, позволяющий выявить некоторые симптомы орторексии:
- Размышляете ли вы более трёх часов в день о том, как следует правильно питаться?
- Планируете ли вы ваше меню на несколько дней вперёд?
- Является ли для вас состав пищи более важным, чем её вкус?
- Верно ли то, что по мере того, как ваше питание становится более здоровым, в целом ваша жизнь становится беднее?
- Верно ли, что в последнее время вы стали более требовательны по отношению к себе?
- Верно ли, что ваше самоуважение возрастает, если вы питаетесь правильно?
- Отказались ли вы от каких-либо любимых пищевых продуктов потому, что вы не считаете их полезными для здоровья?
- Верно ли то, что ваша диета не позволяет вам питаться в ресторанах, а также мешает вашему общению с родными и друзьями?
- Ощущаете ли вы чувство вины, если вы нарушили вашу диету?
- Если вы питаетесь правильно, возникает ли у вас чувство спокойствия и ощущение, что вы полностью контролируете вашу жизнь?
- Ощущаете ли вы чувство превосходства по отношению к людям, которые питаются неправильно?

По мнению Брэтмэна, четыре или пять ответов «да» позволяют предположить, что индивид страдает орторексией. Два или три ответа «да» могут означать, что индивид страдает орторексией в лёгкой форме.
Для диагностики орторексии существует также вопросник ORTO, разработанный в Римском университете Ла Сапиенца.

## Критика
Некоторые авторы считают, что орторексия является не психическим расстройством, а всего лишь социальной тенденцией, которая, впрочем, в некоторых случаях может иметь негативные последствия для здоровья или привести к серьёзным нарушениям пищевого поведения, таким как нервная анорексия.

### Разновидности пищевых ограничений
- Безглютеновая диета
- Веганство
- Вегетарианство
- Гречневая диета
- Диета Аткинса
- Диета Певзнера
- Диета Южного пляжа
- Запретная пища
- Кремлёвская диета
- Палеолитическая диета
- Пескетарианство
- Поллотарианство
- Раздельное питание
- Средиземноморская диета
- Фрукторианство